# Шаронов, Николай Иванович
Никола́й Ива́нович Шаро́нов (1901 — ?) — советский дипломат.

## Биография

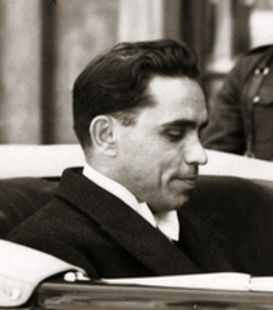
Николай Иванович Шаронов

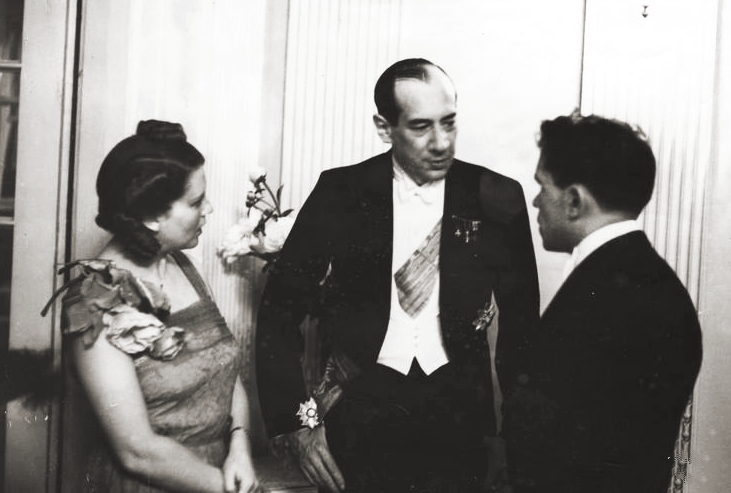
Шаронов (справа) и его жена с министром иностранных дел Польши Юзефом Беком, июнь 1939 года

Член ВКП(б). В 1931 году окончил Лесотехническую академию.
- В 1919—1920 годах — заведующий статистикой Управления водного транспорта в Нижнем Новгороде.
- В 1924—1925 годах — сотрудник Общества содействия жертвам интервенции.
- В 1931—1932 годах — заместитель заведующего Транспортным отделом Всесоюзного объединения по экспорту лесоматериалов «Экспортлес».
- В 1933—1935 годах — управяющий Всесоюзного объединения по фрахтованию иностранных судов «Совфрахт» в Гамбурге.
- В 1935—1937 годах — заместитель управляющего «Совфрахтом» в Осло.

На дипломатической работе с 1937 года. Был полномочным представителем СССР в нескольких странах:
- С 18 июля 1937 по 31 мая 1939 года — полномочный представитель СССР в Греции.
- С 13 ноября 1937 по 7 апреля 1939 года — полномочный представитель СССР в Албании по совместительству.
- С 1 июня по 25 октября 1939 года — полномочный представитель СССР в Польше (покинул страну с военным атташе Павлом Рыбалко 11 или 12 сентября под предлогом «неудовлетворительной телефонной связи» в связи с немецким вторжением).
- С 26 октября 1939 по 23 июня 1941 года — полномочный представитель/чрезвычайный и полномочный посланник (с 9 мая 1941) СССР в Венгрии.